# 岩月站
岩月站（日语：／ Iwatsuki eki */?）是位於宮城縣氣仙沼市岩月台之澤155番2號，東日本旅客鐵道（JR東日本）的氣仙沼線BRT巴士站。
氣仙沼線柳津站至氣仙沼站之間的鐵路服務於2020年4月1日廢止。此巴士站是在BRT化以後才設置，因此不是鐵路車站，此巴士站不會計算在JR東日本車站數目內。

## 歷史
- 2019年（平成31年）3月16日：巴士站啟用[1][2][3]。

## 車站構造
巴士站位於專用道路內。巴士站內只有1條行車道，因此上下行班次不可同時到發。在上下行月台上各設有上蓋候車處。

## 使用狀況
根據「JR東日本」，2019年度（令和元年度）1日平均乘車人次為21人。
| 乘車人次變化       | 乘車人次變化     | 乘車人次變化   |
| 年度               | 1日平均 乘車人次 | 參考資料       |
| ------------------ | ---------------- | -------------- |
| 2018年（平成30年） | 11               | [ 利用客数 2 ] |
| 2019年（令和元年） | 21               | [ 利用客数 1 ] |

## 車站周邊
- 國道45號
- 宮交巴士（日语：ミヤコーバス）「岩月」巴士站

## 相鄰巴士站
東日本旅客鐵道（JR東日本）
■氣仙沼線BRT
最知－岩月－松岩

## 注腳

### 使用狀況
1. 1 2  . 東日本旅客鉄道.   [2020-07-19]. （原始内容存档于2021-01-10） （日语）.
2. ↑  . 東日本旅客鉄道.   [2019-07-24]. （原始内容存档于2020-05-15） （日语）.

## 外部連結
- 車站資訊（岩月）：東日本旅客鐵道（日語）